# مرسه رودوردا
مرسه رودورِدا ئی گورگوئی (بهکاتالان: Mercè Rodoreda i Gurguí؛ تلفظ کاتالان: [mərˈsɛ ruðuˈɾɛðə]؛ ۱۰ اکتبر ۱۹۰۸ – ۱۳ مارس ۱۹۸۳) یک نویسنده رمان اهل کاتالان اسپانیا بود او رمان‌هایش را به زبان کاتالان می‌نوشت.
او به نظر بسیاری از منتقدان به عنوان مهم‌ترین رمان‌نویس در زبان کاتالان در دوره پس از جنگ و تاثیرگذارترین نویسنده زن ادبیات معاصر کاتالان در نظر گرفته می‌شود. رمان «زمان کبوترها» (بهکاتالان: La plaça del diamant؛ بهانگلیسی: The Time of the Doves) به تحسین شده‌ترین رمان کاتالان تبدیل شده و به بیش از ۳۰ زبان ترجمه شده‌است و همچنین توسط بسیاری به عنوان یکی از بهترین رمان‌های منتشر شده در اسپانیا پس از جنگ داخلی اسپانیا مطرح می‌شود. موضوع اصلی این رمان داستان‌های اسپانیایی است.

## زندگی
این بانوی نویسنده ادبیات اسپانیا، در سال ۱۹۰۸ میلادی در بارسلون متولد شد و در سال ۱۹۸۳، در ۷۵ سالگی، در خیرونا درگذشت. مشکلات زندگی، ۳۳ سال به سر بردن در تبعید، آوارگی و بی خانمانی باعث شد تا رودوردا نویسنده‌ای با دیدی تاریک نسبت به دنیا شود و این تاریکی را در آثارش نیز نشان دهد. از سال ۱۹۷۰ ترجمه آثار مرسه رودوردا به زبان‌های دیگر آغاز شد و تاکنون کتاب‌هایش به چهل زبان ترجمه شده‌اند.

## ویژگی آثار
نسترن میرهادی مترجم آثار مرسه رودوردا معتقد است که وی در ادبیات داستانی بسیار چیره‌دست بود و مونولوگ درونی یکی از شاخصه‌های آثار اوست. در آثار او، زندگی نقطه روشنی ندارد و این را می‌توان با خواندن داستان‌هایش به راحتی دریافت. تلاش و رسیدن به هیچ، دردهای تکرار شدنی، ترسی که همواره با انسان همراه است و عدم توانایی انسان در ایجاد تغییر در سرنوشت خویش، همگی مانند نخی طلایی در تار و پود قصه‌های رودوردا بافته شده‌اند و در خط سیر داستان از بقیه حوادث متمایزند.

## ترجمه فارسی
رمان «زمان کبوترها» با نام «پرواز کن کبوترم» با ترجمه مینا سرابی توسط انتشارات دنیای نو در سال ۱۳۸۸ در ایران به چاپ رسیده‌است.
همچنین مجموعه داستان «سفرها و گل‌ها» اثر مرسه رودوردا با ترجمه نسترن میرهادی از سوی انتشارات افسون خیال در ایران منتشر شده‌است.